# Брент Скоукрофт
Брент Скоукрофт (англ. Brent Scowcroft); (19 березня 1925, Оґден — 6 серпня 2020) — генерал-лейтенант ВПС США. Радник президента США з національної безпеки (1975—1977) Джеральда Форда і (1989—1993) Джорджа Буша. Лицар-командор ордена Британської імперії.

## Біографія
Закінчив Військову академію США (1947). Ступені магістра мистецтв (1953) і доктора філософії з міжнародних відносин (1967) здобув у Колумбійському університеті.
У 1970—1975, а також у 1989—1993 роках — радник президента США з національної безпеки. 
У 2001—2004 роках голова Ради президента США із зовнішньої розвідки.

## Цікаві факти
Брент Скоукрофт часто засинав на нарадах з Джорджем Бушем. Тому президент заснував премію ім. Скоукрофта, яка вручається людині, «яка найбільш епічно засинає на нараді з президентом». Президент оцінює кандидатів за трьома критеріями: за тривалістю сну, за глибиною сну та за якістю пробудження, з додатковими балами за хропіння. Номінант просто розплющив очі й повернувся до наради або ж різко схопився що-небудь перекинувши? За словами самого Буша, «даються додаткові очки за щільно заплющені очі, а також за гучне хропіння в розпал наради, поки всі роблять свою справу». Скоукрофт згодом став «черговим жартом».